# اوژن رابینوویچ
اوژن رابینوویچ (انگلیسی: Eugene Rabinowitch؛ زاده ۲۷ آوریل ۱۹۰۱ درگذشته ۱۵ مهٔ ۱۹۷۳) یک فیزیک‌دان اهل ایالات متحده آمریکا بود.